# Gerold Mikula
Gerold Mikula (* 14. Juli 1943 in Graz) ist ein österreichischer Sozialpsychologe.

## Biographie
Gerold Mikula schloss das Studium der Psychologie (Nebenfach Zoologie) 1966 mit der Promotion ab. Thema der Dissertation war „Zur Motivation soziometrischer Wahlen. Eine faktorenanalytische Untersuchung an Abschlussklassen höherer Schulen“. Er startete seine Universitätskarriere gleich nach seiner Promotion als Hochschulassistent, nachdem er bereits ein Jahr vor seiner Promotion als wissenschaftliche Hilfskraft am Institut für Psychologie der Karl-Franzens-Universität Graz tätig gewesen war. 1972 habilitierte er sich für das Fach Psychologie. Thema der Habilitationsschrift war „Untersuchungen zur Aufteilung gemeinsam erzielter Gewinne in Leistungssituationen“. Kurz darauf erhielt er zwei Rufe jeweils auf eine Professur für Sozialpsychologie einmal an der Universität Marburg/Laan und einmal an der Freien Universität Berlin. Diese lehnte er beide ab, da er 1973 zum Universitätsprofessor in Graz ernannt wurde. Als solcher errichtete er in der Folge die Abteilung für Sozialpsychologie, die er bis zu der Überleitung in den Ruhestand im Jahr 2008 leitete. Während dieser Zeit war er auch mehrmals (1989–1993 und 1999–2001) Institutsvorstand für das Institut für Psychologie.

## Forschungsschwerpunkte
Die Forschung von Gerold Mikula befasst sich insbesondere mit Gerechtigkeitspsychologie sowie mit Fragen zu engen Beziehungen und interpersonaler Attraktion. Bereits in den 1970er und 80er Jahren hat er maßgeblich dazu beigetragen, dass „Interpersonale Attraktion“ und „Personal Relationships“ sowie „Gerechtigkeit“ in der deutschsprachigen Psychologie als bedeutsame Forschungsthemen erkannt und aufgegriffen wurden. In der Gerechtigkeitsforschung begründet und entwickelt er eine empirisch-experimentellen Zugangsweise der Forschung. Unter anderem hat er 1980 den ersten internationalen Sammelband mit Beiträgen der wichtigsten Gerechtigkeitsforscher wie etwa Melvin J. Lerner, Elaine Hatfield oder Leo Montada herausgegeben, der zugleich in einer deutschsprachigen Ausgabe bei Huber (Bern) und einer englischsprachigen Ausgabe bei Springer (New York) erschienen ist. Des Weiteren hat er 1982 in Graz eine der ersten internationalen Konferenzen zum Thema Gerechtigkeit ausgerichtet und in den 1990er Jahren bei der Gründung der International Society for Justice Research maßgeblich mitgewirkt. Die internationale Anerkennung seiner Forschung spiegelt sich am besten in den Einladungen zu Beiträgen in namhaften internationalen Enzyklopädien sowie Sammelbänden wider.

## Preise/Auszeichnungen
- 2000: Fellow of the Society for the Psychological Study of Social Issues
- 2009: Fellow of the Society of Experimental Social Psychology
- 2010: Ehrenmitglied der Österreichischen Gesellschaft für Psychologie
- 2014: Honorary Member of the Polish Society of Social Psychology

## Mitgliedschaften/Tätigkeiten in wissenschaftlichen Gesellschaften
Gerold Mikula hat international und national wesentlich beim Aufbau von wissenschaftlichen Vereinen mitgewirkt, die (sozial)psychologische Interessen vertreten. So war er 1980–1982 Gründungsmitglied der Sprechergruppe des Arbeitskreises Sozialpsychologie (Vorläufer der Fachgruppe Sozialpsychologie) in der Deutschen Gesellschaft für Psychologie. 1984–1987 war er Vorstandsmitglied und Sekretär der European Association of Experimental Social Psychology (heute European Association of Social Psychology). Von 1987 bis 1990 war er Präsident der ebengenannten Vereinigung. In dieser Zeit hat er sich besonders um die Förderung und stärkere Einbindung von Sozialpsychologinnen und Sozialpsychologen aus osteuropäischen Ländern in die Aktivitäten der Association bemüht. In Anerkennung dieses Engagements wurde ihm 2014 die Ehrenmitgliedschaft der Polish Society of Social Psychology verliehen. Von 1993 bis 1995 war er Gründungs- und Vorstandsmitglied der Österreichischen Gesellschaft für Psychologie. Auch bei dieser Gesellschaft hatte er im Anschluss (1997–1999) die Präsidentschaft inne. Schließlich war Gerold Mikula von 1997 bis 2002 Gründungs- und Vorstandsmitglied der International Society for Justice Research. Im Weiteren ist er seit 1991 Mitglied des Scientific Committee der Alps Adria Psychology Symposia und seit 1997 Mitglied der Wilhelm-Wundt-Gesellschaft.

## Schriften (Auswahl)
- Mikula, G. (2001). Justice: Social-psychological perspectives. In N. J. Smelser & P.B. Baltes (Eds.) International Encyclopedia of the Social and Behavioral Sciences. (pp. 8063–8067). Oxford: Elsevier.
- Mikula, G., Scherer, K. R., & Athenstaedt, U. (1998). The role of injustice in the elicitation of differential emotion. Personality and Social Psychology Bulletin, 24, 769–783. doi:10.1177/0146167298247009
- Mikula, G. (1993). On the experience of injustice. In W. Stroebe & M. Hewstone (Eds.) European Review of Social Psychology (vol. 4, pp. 223–244). Chichester: Wiley. doi:10.1080/14792779343000077
- Mikula, G., Petri B. & Tanzer, N. (1990). What people regard as unjust: Types and structures of everyday experiences of injustice. European Journal of Social Psychology, 20, 133–149. doi:10.1002/ejsp.2420200205
- Mikula, G. (Ed.) (1980). Justice and social interaction, Bern: Huber, New York: Springer. doi:10.1177/000169938102400111
- Kazemi, A., Törnblom. K., & Mikula, G. (2015). Justice: Social Psychological Perspectives. In J. D. Wright (ed. in chief), International Encyclopedia of the Social & Behavioral Sciences (2nd ed.), vol. 12, pp. 949–955. Oxford: Elsevier.
- Mikula, G. (2012). Perceived justice in the division of domestic labor: Antecedents and consequences. In E. Kals & J. Maes  (eds.). Justice and conflict. Theoretical and empirical contributions (pp. 153–167). Berlin: Springer.
- Mikula, G., Riederer, B., & Bodi, O. (2012). Perceived justice in the division of domestic labor: Actor and partner effects. Personal Relationships, 19, 680–695.
- Mikula, G., Schoebi, D., Jagoditsch, S., & Macher, S. (2009). Roots and correlates of perceived injustice in the division of family work. Personal Relationships, 16, 553–574.
- Mikula, G. (2005). Some observations and critical thoughts about the present state of justice theory and research. In S. Gilliland, D. Steiner, D. Skarlicki, & K. van den Bos (Eds.), What motivates fairness in organizations (pp. 197–209). Greenwich, CN: Information Age Publishing.
- Mikula, G. (2003). Testing an attribution-of-blame model of judgments of injustice. European Journal of Social Psychology, 33, 793–811.
- Kluwer, E., & Mikula, G. (2002). Gender-related inequalities in the division of family work in close relationships: A social psychological perspective. European Review of Social Psychology, 13, 185–216.
- Mikula, G. & Wenzel, M. (2000). Justice and social conflicts. International Journal of Psychology, 35, 126–135.
- Mikula, G. (1998). Division of household labor and perceived justice: A growing field of research. Social Justice Research, 11, 215–241.
- Lerner, M.J. & Mikula, G. (Eds) (1994). Entitlement and the affectional bond: Justice in close relationships. New York: Plenum.
- Mikula, G. & Schlamberger, K. (1985). What people think about an unjust event: Toward a better understanding of the phenomenology of experiences of injustice. European Journal of Social Psychology, 15, 37–49.
- Mikula, G. (1984). Justice and fairness in interpersonal relations: Thoughts and suggestions. In H. Tajfel (Ed.). The social dimensions: European development in social psychology. (pp. 204–227). Cambridge University Press.
- Lujansky, H. & Mikula, G. (1983). Can equity theory explain the quality and the stability of romantic relationships? The British Journal of Social Psychology, 22, 101–112.
- Mikula, G. (1980). Zur Rolle der Gerechtigkeit in Aufteilungsentscheidungen [On the role of justice in allocation decisions]. In G. Mikula (Ed.): Justice and Social Interaction. (pp. 127–166). Bern: Huber; New York: Springer.
- Mikula, G. & Schwinger, T. (1978). Intermember relations and reward allocation: Theoretical considerations of affects. In H. Brandstätter, J.H. Davis & H. Schuler (Eds): Dynamics of group decisions. (pp. 229–250).Beverly Hills: Sage.
- Mikula, G. & Stroebe,W. (Eds.) (1977). Sympathie, Freundschaft und Ehe: Psychologische Grundlagen zwischenmenschlicher Beziehungen. Bern: Huber.
- Mikula, G. (1974). Nationality, performance, and sex as determinants of reward allocation. Journal of Personality and Social Psychology, 29, 435–440.